# المجدلة الصغرى

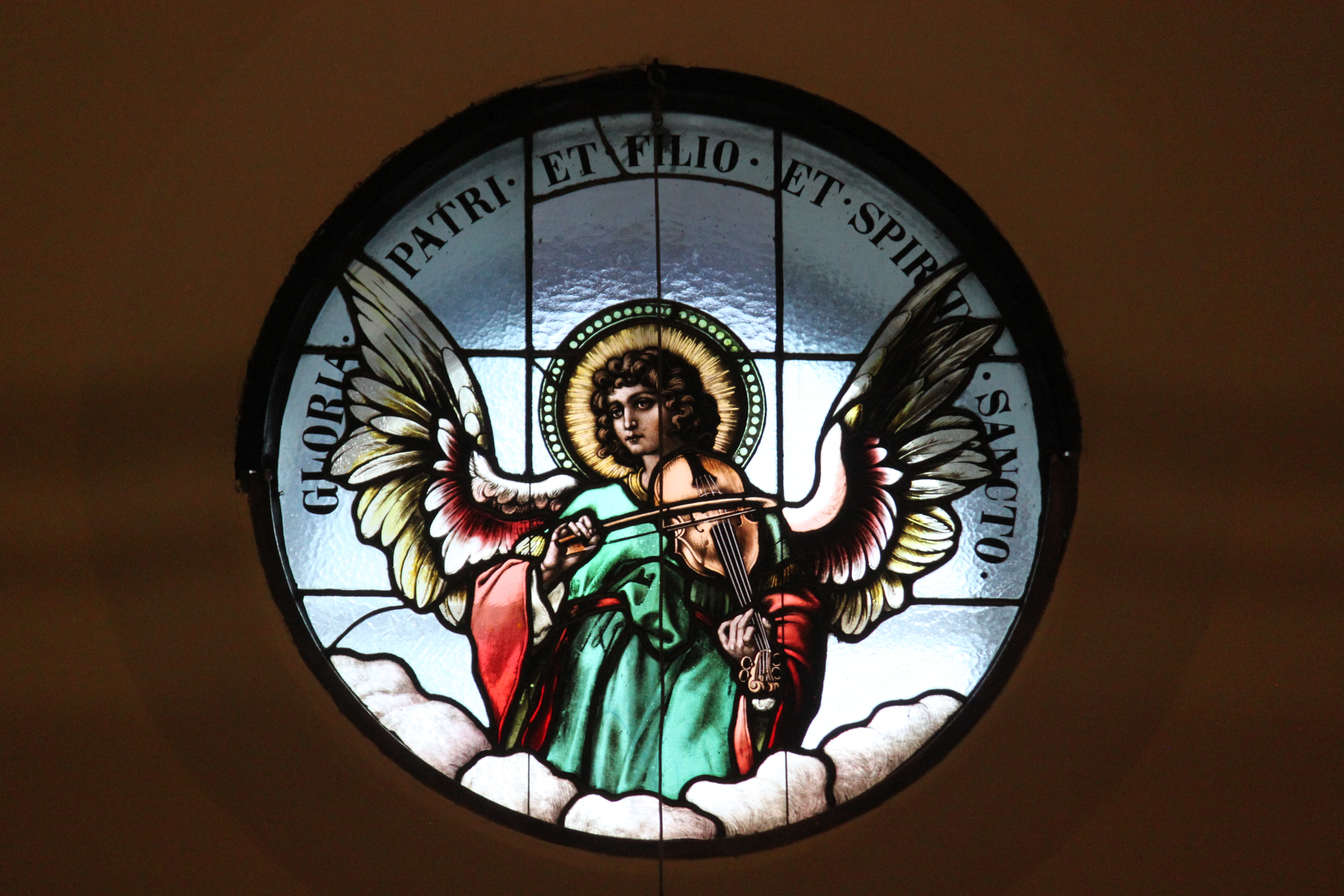

المجدلة الصغرى أو (باللاتينية: Doxologia Minor أو Gloria Patri) هي صلاة مسيحية لتمجيد الثالوث الأقدس. تردد في القداس الإلهي حسب الطقس البيزنطي كما يختتم بها معظم الصلوات والابتهالات. وفي صلوات الساعات (باللاتينية: Liturgia Horarum) حسب الطقس اللاتيني الروماني، حيث تردد بعد الآيات الافتتاحية لمختلف صلوات اليوم، كما تُختتم بها كل المزامير المكونة لتلك الصلوات (صلاة الصبح، صلاة الغروب، إلخ...). يجب التمييز بينها وبين المجدلة الكبرى (باللاتينية: Doxologia Major أو Gloria in excelsis Deo)

## النص

### العربية
الترجمة الحرفية للمجدلة اللاتينية:

المجد للآب والابن والروح القدس،
كما كان في البدء والآن وكل أوانٍ وإلى دهر الداهرين. آمين.
المجدلة المستخدمة لدى الكنائس الشرقية: 

المجد للآب والابن والروح القدس،
الآن وكل أوانٍ وإلى دهر الداهرين. آمين.
أو:
المجد للآب والابن والروح القدس،
الآن وكل أوانٍ وإلى دهر الدهور. آمين.
أو:
المجد للآب والابن والروح القدس،
الآن وكل أوانٍ وإلى الأبد. آمين.
أو:
المجد للآب والابن والروح القدس،
الآن وكل أوانٍ وعلى الدوام وإلى دهر الداهرين. آمين.